# Rebild (općina)
Rebild je općina u danskoj regiji Sjeverni Jutland.

## Zemljopis
Općina se nalazi u središnjem dijelu poluotoka Jutlanda, prositire se na 625 km2.

## Stanovništvo
Prema podacima o broju stanovnika iz 2010. godine općina je imala 28.852 stanovnika, dok je prosječna gustoća naseljenosti 46,2 stan/km2. Središte općine su naselja Støvring / Terndrup / Nørager.

### Veća naselja
| Veća naselja u općini |              |                    |
| Br.                   | Naselje      | Stanovnika (2010.) |
| 1.                    | Støvring     | 6.817              |
| 2.                    | Skørping     | 2.860              |
| 3.                    | Terndrup     | 1.512              |
| 4.                    | Suldrup      | 1.219              |
| 5.                    | Nørager      | 1.050              |
| 6.                    | Øster Hornum | 968                |
| 7.                    | Bælum        | 811                |
| 8.                    | Haverslev    | 754                |
| 9.                    | Rebild       | 618                |
| 10.                   | Blenstrup    | 562                |

## Vanjske poveznice
- Službena stranica općine